# Ursides
Ne doit pas être confondu avec Ursidae.
Les Ursides sont une pluie d'étoiles filantes visible dans l'atmosphère terrestre, issue de débris aussi gros qu'un grain de sable de la comète 8P/Tuttle.

## Étymologie
Le mot « Ursides » (du latin ŭrsus, ours) identifie la descendance de l'ours. Puisque les traînées de la pluie d'étoiles filantes semblent provenir de la constellation de la Petite Ourse (plus précisément le radiant près de Kochab), leur nom est devenu « Urside ». La nomenclature est sensiblement la même pour les autres essaims.

## Historique
Repérées en 1916 par l'astronome britannique William Frederick Denning, les Ursides sont reconnues par la communauté des astronomes en 1945.

## Description
Ces étoiles filantes forment des trainées plus ou moins visibles dans le ciel d'hiver. Lorsque la Terre recoupe l'orbite de la comète, elle rencontre la traînée de poussière laissée par leur passage. Observable du 17 au 26 décembre, cet essaim a un taux horaire zénithal (ZHR) de 10 météores par heure, mais il peut atteindre une intensité de 50 météores par heure le 22 décembre. Les météorites ont une vitesse d'environ 33 km par seconde.